# Bobrowieckie Stawki

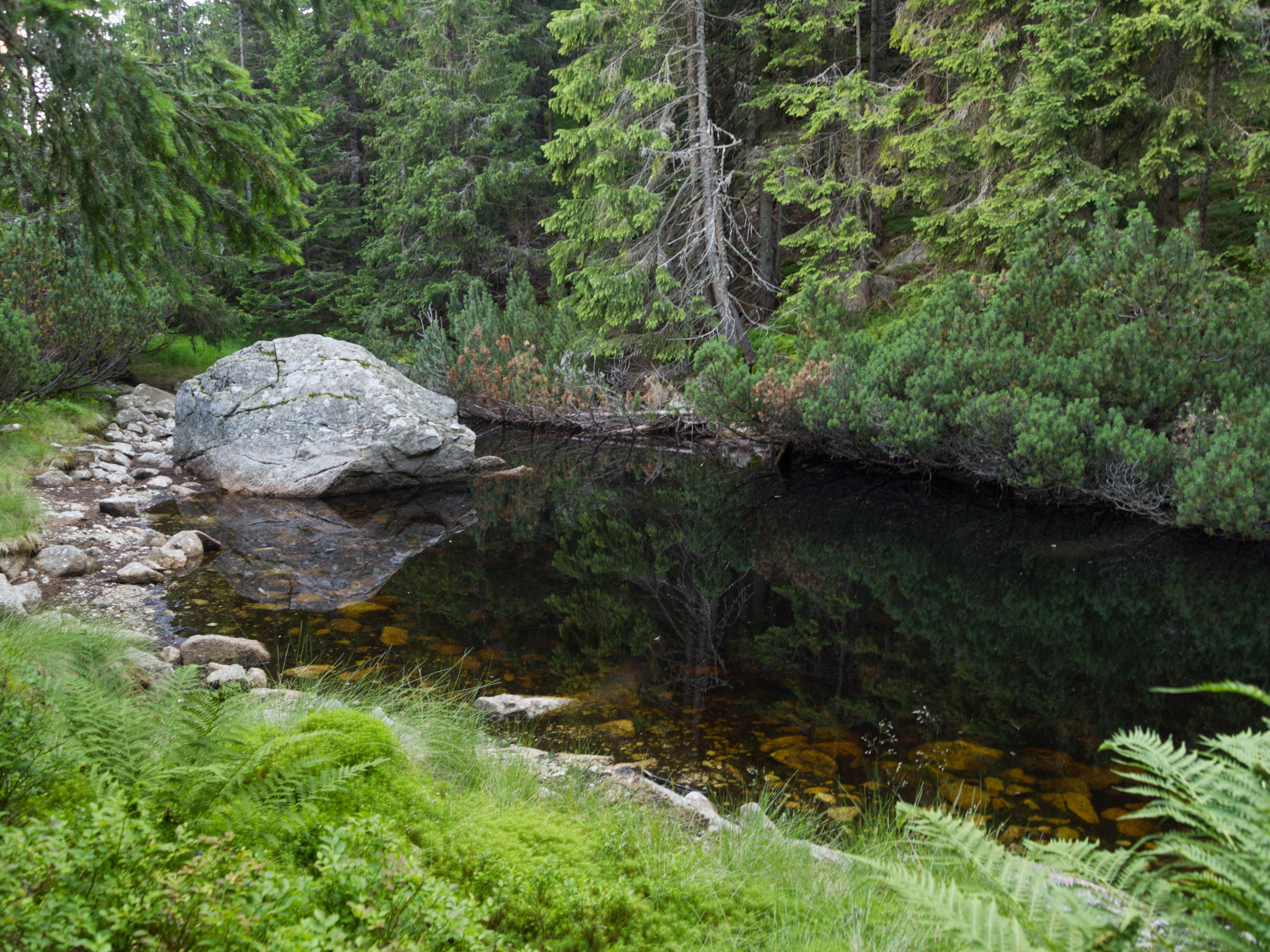
Czarny Stawek Bobrowiecki

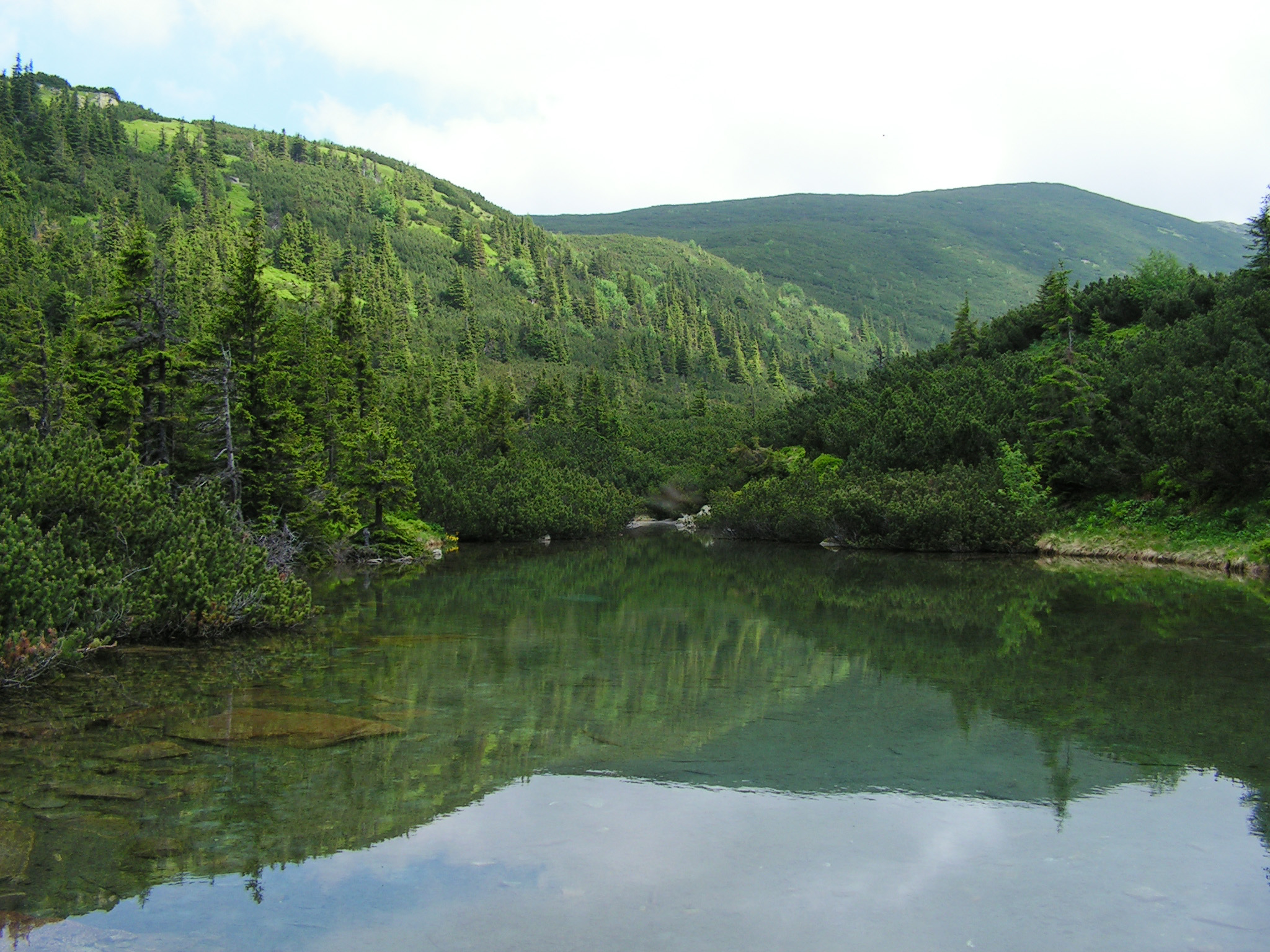
Biały Stawek Bobrowiecki – największy z Bobrowieckich Stawków

Bobrowieckie Stawki (słow. Bobrovecké plieska) – grupa trzech niewielkich jezior w Dolinie Bobrowieckiej Liptowskiej (Bobrovecká dolina) – głównej odnodze Doliny Jałowieckiej (Jalovská dolina) w słowackich Tatrach Zachodnich. Są to (w nawiasach kolejno nazwa słowacka, wysokość n.p.m., powierzchnia i głębokość):
- Czarny Stawek Bobrowiecki (Čierne Bobrovecké pliesko, ok. 1400 m, ok. 0,01 ha[1]) – leżący najniżej i najbliżej Bobrowieckiej Polany (Poľana), wśród lasu, okresowo wysycha,
- Mały Stawek Bobrowiecki (Malé Bobrovecké pliesko, ok. 1450 m, ok. 0,006 ha[1]) – najmniejszy, otoczony lasem, często niewzmiankowany w polskich źródłach[2],
- Biały Stawek Bobrowiecki (Biele Bobrovecké pliesko, 1503 m, 0,10 ha, 1,5 m[3]) – zdecydowanie największy i jako jedyny z Bobrowieckich Stawków oficjalnie pomierzony, położony najwyżej, wśród zarośli kosodrzewiny.

## Szlaki turystyczne
– żółty szlak ze wsi Jałowiec (Jalovec) przez Dolinę Jałowiecką i Dolinę Bobrowiecką na przełęcz Palenica Jałowiecka (sedlo Pálenica, 1573 m) i dalej do Zuberca (Zuberec).
- Czas przejścia z Jałowca do wylotu Doliny Jałowieckiej: 55 min, ↓ 50 min
- Czas przejścia od wylotu Doliny Jałowieckiej do Białego Stawku: 2:40 h, ↓ 2:15 h
- Czas przejścia od Białego Stawku na Palenicę Jałowiecką: 20 min, ↑ 15 min